# Assil Diab
Assil Diab (arabisch أسيل دياب) ist eine sudanesische Künstlerin, Grafikdesigner und Graffiti-Künstlerin in den Vereinigten Staaten.

## Leben

### Jugend und Ausbildung
Assil Diab wurde in Rumänien geboren und zog mit ihren Eltern als Kind nach Katar. Sie erhielt ihre Bildung an der Virginia Commonwealth University in Katar und in Richmond, Virginia, wo sie 2011 mit einem Bachelor of Fine art in Grafikdesign graduierte. Sie hat auch Abschlüsse für Digital Marketing und Advanced Social Media Marketing.

### Karriere
Seit ihrem Abschluss arbeitet sie als freiberufliche Grafikdesignerin (Freelancer) und Graffiti-Künstlerin. Sie wurde als die erste weibliche Graffiti-Künstlerin in Katar und im Sudan bezeichnet. Zunächst fand sie Aufträge am Doha Film Institute (DFI) und beim Al Jazeera Children’s Channel.
2019 ging sie zurück in den Sudan, wo sie ein Kunstprojekt gestaltete, um die protestierenden Bürger des Sudan zu ehren, die mit ihrem Leben für die Sudanesische Revolution eingetreten waren. Für dieses Projekt schuf sie Wandbilder der Getöteten an den Wänden ihrer Häuser.
2020 gewann sie einen Dissemination Award der UNESCO und die i4policy für eine selbst-initiierte Streetart-Kampagne, welche sie über das Coronavirus im Sudan hergestellt hatte. Sie ist zudem Hnorary Cultural Ambassador des Museums für Islamische Kunst in Katar seit 2018. Ihre transportablen Arbeiten wurden in Bahrain, Deutschland, Bangladesch und den USA ausgestellt. Einige Werke wurden in Sammelbänden aufgenommen wie Artisans of the Middle East und Dreesha.

## Ausstellungen
- LAS Charity Fashion Show mit Pop Art Exhibition von Assil Diab - Grand Regal Hotel, 2013.
- Virginia Commonwealth University, Katar[1]
- Iwalewahaus Gallery, Bayreuth 2017.
- Red Bull’s Artspace, Bahrain: ‘Malja’ (2015, 2016)
- Karmakol Festival, Sudan 2017.